# Janet Hubert
Janet Louise Hubert (Chicago, 13 de janeiro de 1956) é uma atriz, cantora, bailarina e comediante estadunidense, conhecida por interpretar a Vivian Banks original no seriado Um Maluco no Pedaço. Em 1993, deixou de participar do seriado devido a divergências com Will Smith.

## Carreira
Hubert foi o Tantomile original na primeira série de Cats na Broadway. 
Em 2002, ela apareceu em um episódio de Friends como a chefe de Chandler. 
Em 2005, ela começou a fazer o papel recorrente de Lisa Williamson, mãe da advogada Evangeline Williamson, em One Life to Live. Sua personagem fez aparições ocasionais desde então. Ela foi apresentada como a mãe de Michel Gerard em um episódio do programa Gilmore Girls da CW. Ela fez aparições em episódios de All My Children, NYPD Blue, The Bernie Mac Show e Tyler Perry's House of Payne, entre outros. Em 2018, Hubert passou a integrar o elenco da novela diurna, Hospital Geral como Yvone.
Em 2013, dublou a personagem Denise Clinton, no game Grand Theft Auto V.

## Vida pessoal
Hubert foi casada com James Whitten de 1990 a 1994; juntos eles tiveram um filho: Elijah Isaac Whitten. Ela é casada com Larry Kraft desde 2005. Ela sofre de osteoporose e é a embaixadora da Fundação Nacional de Osteoporose.